# Dyckia simulans
Dyckia simulans är en gräsväxtart som beskrevs av Lyman Bradford Smith. Dyckia simulans ingår i släktet Dyckia och familjen Bromeliaceae. Inga underarter finns listade i Catalogue of Life.